# وعشة (السوم)

تعديل مصدري - تعديل

وعشة هي إحدى قرى عزلة السوم بمديرية السوم التابعة لمحافظة حضرموت، بلغ تعداد سكانها 205 نسمة حسب تعداد اليمن لعام 2004.